# Karl von Gonnermann
Karl Gonnermann, seit 1915 Ritter von Gonnermann (* 4. August 1876 in Nürnberg; † 28. Juli 1961 in Marquartstein) war ein bayerischer Oberstleutnant und Militärschriftsteller.

## Leben

### Herkunft
Karl war der Sohn des gleichnamigen Fabrikanten Karl Gonnermann und dessen Ehefrau Sophie, geborene Solger.

### Militärkarriere
Nach Absolvierung des Humanistischen Gymnasiums in seiner Heimatstadt trat Gonnermann am 5. Juli 1895 als Fahnenjunker in das 5. Chevaulegers-Regiment „Erzherzog Albrecht von Österreich“ der Bayerischen Armee ein. Er avancierte bis Ende Oktober 1905 zum Oberleutnant und besuchte bis 1907 die Equitations-Anstalt in München. Während dieser Zeit war Gonnermann Pikör, nahm an zahlreichen Rennen teil und gewann im Mai 1906 als Sieger im Bavaria-Jagdrennen in München den Preis des Prinzregenten. Von 1907 bis 1910 absolvierte er die Kriegsakademie. Im Anschluss daran zum Rittmeister befördert, wurde Gonnermann am 25. Juni 1910 Adjutant der 5. Kavallerie-Brigade in Nürnberg. Daran schloss sich ab dem 1. Juli 1913 eine Verwendung als Eskadronchef im 1. Schwere-Reiter-Regiment „Prinz Karl von Bayern“.
Mit Ausbruch des Ersten Weltkriegs nahm Gonnermann mit seiner Eskadron im Verbund der Kavallerie-Division an den Grenzgefechten und der Schlacht in Lothringen sowie den Kämpfen vor Nancy-Épinal und den Sperrforts der Maas zwischen Toul und Verdun teil. Anfang Oktober verlegte er an den rechten deutschen Heeresflügel und kam unter das Kommando des H.K.K. Nr. 4 (Gustav von Hollen). Hier setzte man ihn bei Valenciennes zur Erkundung ein. Nach Teilnahme an den Stellungskämpfen im Winter 1914/15 kam Gonnermann im April 1915 zum H.K.K. Nr. 1 (Manfred von Richthofen) nach Ostpreußen. Dort gelang es ihm Ende des Monats mit seiner Aufklärungsabteilung, die sich aus der 1. und 4. Eskadron sowie einem Geschütz formierte, die Erkundungsziele zu erreichen und weitere 80 km auf Mitau vorzudringen. Dabei kam er mehrfach ins Gefecht gegen russische Verbände, konnte diesen standhalten und rund 300 Gefangene einbringen. Dafür wurde er mit dem Ritterkreuz des Militär-Max-Joseph-Ordens beliehen. Mit der Verleihung war die Erhebung in den persönlichen Adelstand verbunden und er durfte sich nach der Eintragung in die Adelsmatrikel „Ritter von Gonnermann“ nennen.
Er überlebte das schreckliche Gefecht beim Gut Józefowo an der Dubissa und beschrieb sehr sachlich und authentisch die körperlich-geistigen und seelischen Anstrengungen der Kavalleristen. Er wurde verwundet.
Gonnermann war dann vom 14. Juli 1915 bis zum 27. Oktober 1918 als Adjutant beim Generalkommando des II. Armee-Korps tätig. In dieser Stellung erlebte er die Kämpfe an der Westfront und wurde am 14. Dezember 1917 zum Major befördert. Nach Kriegsende wieder in das 1. Schwere-Reiter-Regiment „Prinz Karl von Bayern“ versetzt, war Gonnermann während der Demobilisierung Leiter der Abwicklungsstelle des Regiments. Mit der Auflösung des Verbandes wurde er aus dem Militärdienst verabschiedet und erhielt noch den Charakter als Oberstleutnant.
Nach seiner Verabschiedung betätigte sich Gonnermann als Militärschriftsteller und war ständiger Mitarbeiter des Militär-Wochenblattes. 1936 veröffentlichte er den Band I: Der Westen der Regimentsgeschichte bis Ende 1914. 1964 erschien Band II: Der Osten, der die Regimentsgeschichte von 1915 bis zum Kriegsende behandelt. Darin ließ er die gegnerischen Darstellungen besonders zu Wort kommen.